# Norris v. Ierland
Norris v. Ierland (EHRM 26 oktober 1988, nr. 10581/83) is de roepnaam van een op 26 oktober 1988 door het Europees Hof voor de Rechten van de Mens (EHRM) gewezen arrest, dat ziet op strafbaarstelling van homoseksualiteit tussen instemmende mannen in Ierland. De rechtszaak was aangespannen door homorechtenactivist David Norris en leidde ertoe dat homoseksualiteit in 1993 gedecriminaliseerd werd.
De zaak Norris v. Ierland vertoont grote gelijkenissen met de zaak Dudgeon v. Verenigd Koninkrijk uit 1981, waarin werd geoordeeld dat de wetten in Noord-Ierland die homoseksualiteit tussen instemmende mannen verbieden in strijd zijn met artikel 8 van het Europees Verdrag voor de Rechten van de Mens.

## Achtergrond
De procedure werd aangespannen door David Norris die sinds 1971 campagne voerde om de anti-sodomiewetten van Ierland ongedaan te maken. De wetten in kwestie waren de Person Act 1861 en Criminal Law Amendment Act 1885.
Onder sectie 61 en 62 van de Person Act 1861 werd het hebben van of willen uitproberen van anale seks (man/man of man/vrouw) strafbaar gesteld met maximumstraffen van levenslang en 10 jaar gevangenisstraf. Onder sectie 11 van de Criminal Law Amendment Act 1885 werden, door de onduidelijke definiëring ervan, alle seksuele handelingen tussen mannen verboden en daarvoor maximumstraffen van twee jaar opgelegd. Onder het bewijs aangeleverd in het Wolfenden Report (1957) werd bekend dat het onder deze wet vaak ging om verschillende vormen van niet-penetratieve seks en orale seks.
Hoewel hij zelf nooit veroordeeld is geweest, heeft de angst om veroordeeld te worden hem belemmerd in het aangaan van sociale en andere relaties met mannelijke collega's en vrienden. Norris stelde daarom dat de wetgeving inbreuk maakte op zijn privéleven, met als gevolg dat hij depressief en eenzaam was. Hierdoor heeft hij een aanklacht ingediend bij de Hoge Raad van Ierland in november 1977 waarin hij stelde dat de wetten geen legitiem doel meer hadden onder artikel 50 van de grondwet van Ierland. In 1980 werd zijn aanklacht door de Hoge Raad verworpen. In een hoger beroep verwierp het Hooggerechtshof van Ierland zijn aanklacht eveneens. Dit vond plaats in 1983. Op 5 oktober 1983 heeft Norris daarom een klacht ingediend bij de Europese Commissie voor de Rechten van de Mens. Zijn verzoek werd op 16 mei 1985 ontvankelijk verklaard.

## Samenstelling van de kamer
Het arrest werd op 26 oktober 1988 gewezen door een kamer van veertien rechters die als volgt was samengesteld:
- Rolv Ryssdal (Noorwegen)
- John Cremona (Malta)
- Þór Heimir Vilhjálmsson (IJsland)
- Feyyaz Gölcüklü (Turkije) - niet instemmend
- Franz Matscher (Oostenrijk) - niet instemmend
- Louis-Edmond Pettiti (Frankrijk)
- Brian Walsh (Ierland) - niet instemmend
- Vincent Evans (Verenigd Koninkrijk)
- Carlo Russo (Italië)
- Rudolf Bernhardt (Duitsland) - niet instemmend
- Alphonse Spielmann (Luxemburg)
- Jan De Meyer (België)
- Juan Antonio Carrillo Salcedo (Spanje) - niet instemmend
- Nicolas Valticos (Griekenland) - niet instemmend

De griffier was Marc-André Eissen en de ondergriffier was Herbert Petzold.

## Arrest
Op 26 oktober 1988 werd geoordeeld dat de wet die homoseksualiteit tussen instemmende mannen verbiedt inbreuk maakt op hun privéleven en daardoor onwettig is. In de zaak Norris v. Ierland oordeelde een meerderheid van acht rechters tegen zes, dat er sprake is van een overtreding van artikel 8 (Recht op eerbiediging van privé, familie- en gezinsleven) van het Europees Verdrag voor de Rechten van de Mens. Ze kwamen tot dit oordeel omdat de wetgeving een schadelijk effect heeft op mensen met een homoseksuele geaardheid, zoals David Norris. Zijn zaak is daarom door een meerderheid van het EHRM als identiek verklaard met de situatie waarin homorechtenactivist Jeffrey Dudgeon verkeerde in Noord-Ierland.

## Gevolgen van het arrest
Circa 5 jaar na het arrest, op 24 juni 1993, werd de Criminal Fraud (Sexual Offences) Bill van kracht die een einde maakte aan de criminalisering van homoseksualiteit. De gewraakte wetgeving uit de victoriaanse tijd werd hierdoor verwijderd uit het Ierse Wetboek van Strafrecht.